# Julis
Julis (hebr. ג'ולס, arab. جولس; ang. Julis) – samorząd lokalny położony w Dystrykcie Północnym, w Izraelu.

## Położenie
Miejscowość Julis jest położona na wysokości 122 metrów n.p.m. na wzgórzach w Zachodniej Galilei. Po stronie wschodniej wznoszą się wzgórza masywu górskiego Matlul Curim (wysokość dochodzi do 769 m n.p.m.) w Górnej Galilei. Po stronie północnej przepływa strumień Jasaf, na południowym wschodzie strumień HaMadra, a na południowym zachodzie strumień Itschar. Okoliczny teren opada w kierunku zachodnim w stronę równiny przybrzeżnej Izraela. W jego otoczeniu znajdują się miejscowości Dżudajda-Makr, Kafr Jasif, Jirka i Madżd al-Krum, kibuce Szamerat, Kiszor, Pelech i Tuwal, oraz wsie komunalne Gilon i Tal-El. Na wschód od miejscowości znajduje się baza wojskowa Sił Obronnych Izraela (prawdopodobnie są to magazyny amunicji).

### Podział administracyjny
Julis jest położona w Poddystrykcie Akki, w Dystrykcie Północnym.

## Demografia
Zgodnie z danymi Izraelskiego Centrum Danych Statystycznych w 2011 roku w Julis żyło prawie 5,9 tys. mieszkańców, z czego 99,9% Druzowie i 0,1% inne narodowości. Wskaźnik wzrostu populacji w 2011 roku wynosił 1,7%. Zgodnie z danymi Izraelskiego Centrum Danych Statystycznych średnie wynagrodzenie pracowników w Julis w 2009 roku wynosiło 4831 ILS (średnia krajowa 7070 ILS).
| Wiek (w latach) | Procent populacji w % |
| --------------- | --------------------- |
| 0 – 4           | 9,3                   |
| 5 – 9           | 10,1                  |
| 10 – 14         | 10,4                  |
| 15 – 19         | 11,1                  |
| 20 – 29         | 15,2                  |
| 30 – 44         | 23,5                  |
| 45 – 59         | 13,1                  |
| 60 – 64         | 2,0                   |
| 65 –            | 5,2                   |

Źródło danych: Central Bureau of Statistics.

## Historia
Pierwotnie w I wieku znajdowała się tutaj żydowska miejscowość Jinas, która była wspominana w Talmudzie. Współczesna wieś druzyjska została założona w XVI wieku. W 1596 roku posiadała 79 gospodarstw domowych, których mieszkańcy utrzymywali się z upraw pszenicy, jęczmienia, cytrusów, oliwek, winorośli i hodowli kóz. W okresie tym w Julis mieszkała także niewielka populacja żydowska. Na początku XVIII wieku Julis była jednym z głównych ośrodków produkujących jedwab w okolicy. Francuski podróżnik Victor Guérin opisał Julis pod koniec XIX wieku jako wieś zamieszkałą przez 40 rodzin. W wyniku I wojny światowej w 1918 roku cała Palestyna przeszła pod panowanie Brytyjczyków. Przyjęta 29 listopada 1947 roku Rezolucja Zgromadzenia Ogólnego ONZ nr 181 w sprawie podziału Palestyny przyznawała ten rejon państwu arabskiemu. Podczas wojny domowej w Mandacie Palestyny na początku 1948 roku do wsi wkroczyły siły Arabskiej Armii Wyzwoleńczej, które paraliżowały żydowską komunikację w całym obszarze Galilei. Podczas I wojny izraelsko-arabskiej Izraelczycy przeprowadzili w tym rejonie operację Dekel, i 10 lipca 1948 roku zajęli wieś. W izraelskiej armii służyła już wówczas druzyjska jednostka wojskowa, dlatego Izraelczycy nie wysiedlili mieszkańców wsi. Dzięki temu zachowała ona swój pierwotny charakter. W 1967 roku Julis otrzymała status samorządu lokalnego.

### Nazwa
Pochodzenie nazwy miejscowości nie jest znane. Istnieją trzy wersje tłumaczenia: (1) od starożytnej żydowskiej miejscowości Jinas; (2) nawiązuje do imienia rzymskiego cesarza Gajusza Juliusza Cezara (jest to także dowód potwierdzający istnienie miejscowości w I wieku); oraz (3) od arabskiego słowa „jalasa” lub „majlis” (جلس) oznaczającego „siedzi”, co odnosi się do położenia miejscowości pomiędzy majestatycznymi górami Górnej Galilei.

## Symbole
Herb miasta Julis został oficjalnie opublikowany w styczniu 1969 roku. Ma on kształt tarczy, która jest w swojej górnej części ostro zakończona (nawiązuje to do położonych na wschodzie gór). W jej centralnej części znajduje się wizerunek religijnej budowli Druzów z drzewem. Poniżej umieszczono nazwę miejscowości pisaną w języku hebrajskim i arabskim.

## Polityka
Siedziba władz samorządowych znajduje się przy głównej ulicy w samym centrum miejscowości. Przewodniczącym rady jest Nadeem Amar.

## Architektura

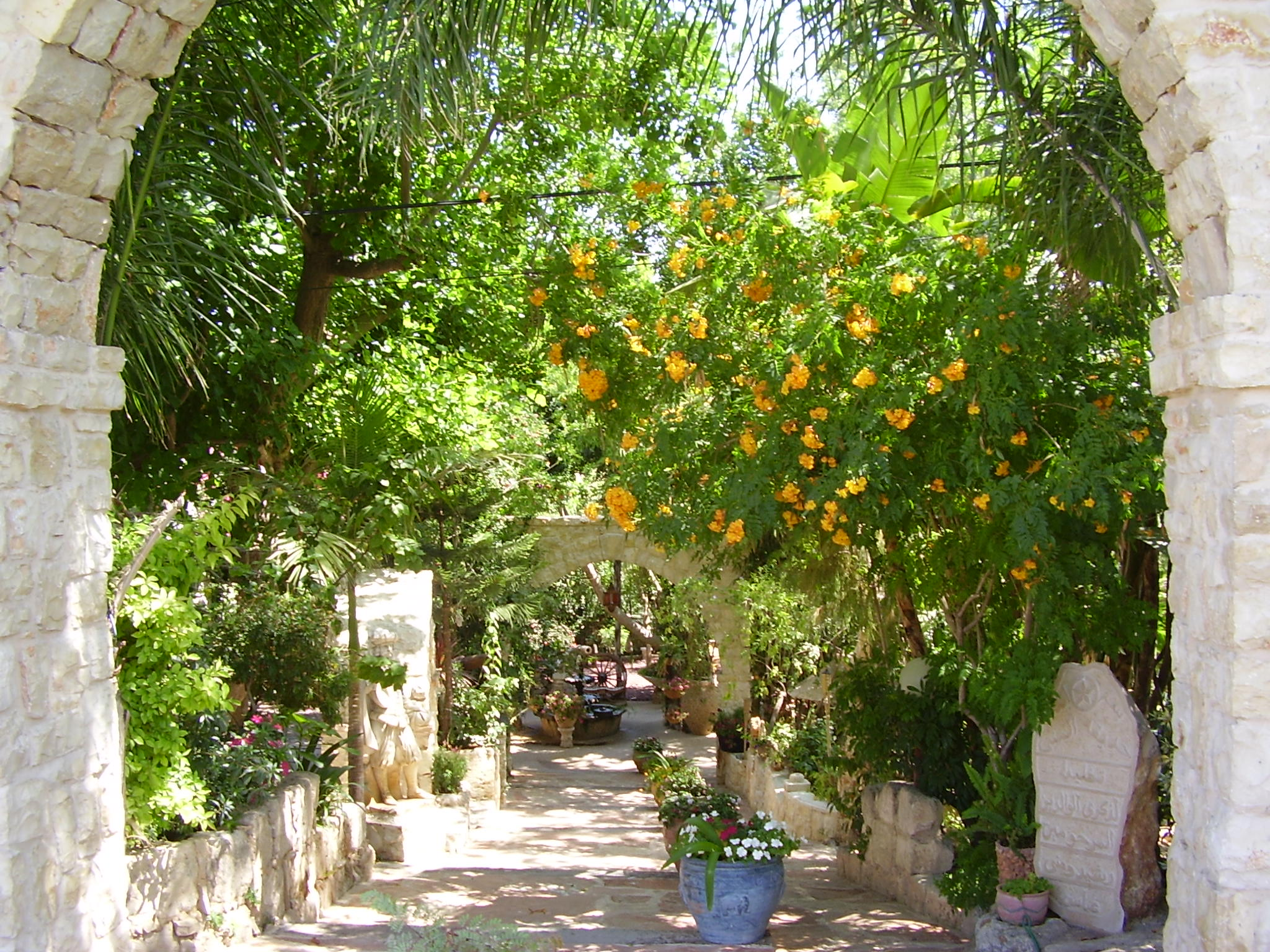
Ogród Mona w Julis

Miasteczko posiada typową arabską architekturę, charakteryzującą się ciasną zabudową i wąskimi, krętymi uliczkami. Zabudowa powstawała bardzo chaotycznie, bez zachowania jakiegokolwiek wspólnego stylu architektonicznego.

### Zabytki
Z zabytków znajduje się tutaj dom i grób szejka Amina Tarif, który przez wiele lat był liderem społeczności Druzów w Palestynie.

## Kultura
W miejscowości jest ośrodek kultury i biblioteka publiczna.

## Edukacja i nauka
W miejscowości znajdują się trzy szkoły - dwie podstawowe i jedno gimnazjum. W 2010 roku uczyło się w nich ogółem 1,3 tys. uczniów, w tym 702 w szkołach podstawowych. Średnia liczba uczniów w klasie wynosiła 27.

## Turystyka
Dużą tutejszą atrakcją jest ogród Mona, który został założony przez jednego z mieszkańców miejscowości na cześć swojej matki. W ogrodzie rozwinęła się bujna roślinność, wśród której poprowadzono alejki spacerowe, kanały z wodą i wodospady. Miejsce to jest często odwiedzane przez turystów.

## Sport i rekreacja
W zachodniej części miasteczka znajduje się boisko do piłki nożnej. Mniejsze boiska oraz sale sportowe są zlokalizowane przy szkołach.

## Gospodarka
Lokalna gospodarka opiera się na małej działalności produkcyjnej oraz handlu. Część mieszkańców pracuje w okolicznych strefach przemysłowych. Wielu mieszkańców znajduje także zatrudnienie w izraelskiej armii i policji. W miejscowości znajduje się strefa przemysłowa.

## Transport
Z miejscowości wyjeżdża się dwoma drogami na zachód na drogę nr 8533, którą jadąc na północ dojeżdża się do miejscowości Kafr Jasif i Jirka, lub jadąc na zachód dojeżdża się do skrzyżowania z drogą nr 70. Jadąc nią na północ dojeżdża się do miejscowości Kafr Jasif, lub na południe do miejscowości Dżudajda-Makr.